# Марчіано-делла-К'яна
Марчіано-делла-К'яна (італ. Marciano della Chiana) — муніципалітет в Італії, у регіоні Тоскана,  провінція Ареццо.
Марчіано-делла-К'яна розташоване на відстані близько 170 км на північ від Рима, 70 км на південний схід від Флоренції, 20 км на південь від Ареццо.
Населення — 3481 особа (2014).
Щорічний фестиваль відбувається 30 листопада. Покровитель — Андрій Первозваний.

## Демографія
Населення за роками:

Станом на 1 січня 2023 року в муніципалітеті офіційно проживали 283 іноземці з 23 країн, серед них 159 громадян країн Євросоюзу та 9 громадян України.

## Сусідні муніципалітети
- Ареццо
- Кастільйон-Фьорентіно
- Фояно-делла-К'яна
- Лучиньяно
- Монте-Сан-Савіно